# Barry Holloway
Pour les articles homonymes, voir Holloway.
Sir Barry Blyth Holloway, né le 26 septembre 1934 à Kimberley en Tasmanie, mort le 16 janvier 2013 à Brisbane,, est un homme politique papou-néo-guinéen, d'origine australienne.

## Biographie
Il arrive en 1953 dans le Territoire de Papouasie-Nouvelle-Guinée, territoire sous administration australienne, et y travaille comme kiap (officier colonial). Après une brève formation, il est posté à Bougainville, puis à Madang, où il est « chef de police, magistrat, gardien de prison et chargé du recensement tout à la fois ». Il s'installe de manière permanente dans le pays, et se lance en politique pour soutenir le mouvement indépendantiste. En 1963, une Chambre d'Assemblée élue par la population constitue une étape majeure vers l'autonomie ; Holloway est élu député de la ville de Kainantu, où il vit.
En 1968, il est l'un des membres fondateurs (avec le syndicaliste Albert Maori Kiki, et Michael Somare et Tony Voutas, respectivement autochtone et australien, tous deux membres de l'administration coloniale) du Pangu Pati, « le premier véritable parti politique de Papouasie-Nouvelle-Guinée », qui va devenir l'un des principaux partis du pays,. Aux élections législatives de 1968, il conserve son siège de député. Pour cela, il doit persuader les électeurs de sa circonscription, dont beaucoup sont rétifs à l'idée de l'indépendance.
À la suite des législatives de 1972, Holloway est élu président de l'Assemblée. En 1974 et 1975, il préside l'Assemblée constituante qui prépare la Constitution de la Papouasie-Nouvelle-Guinée, qui obtient sa pleine indépendance en 1975. Ayant pris la citoyenneté papou-néo-guinéenne, il devient le premier président du Parlement national. Aux législatives de 1977, il conserve son siège de député, et est nommé ministre des Finances par le premier ministre Michael Somare, jusqu'à ce que le gouvernement Somare tombe en 1980,. Lorsque Michael Somare redevient premier ministre, Holloway est nommé ministre de l'Éducation et de la Planification nationale (1982-1985),. En 1985, il quitte le Pangu Pati avec plusieurs autres députés.
Il est fait Commandeur de l'ordre de l’Empire britannique (CBE) par la reine Élisabeth II, sur recommandation de son gouvernement papou-néo-guinéen nouvellement indépendant, en 1975, puis Chevalier de cet ordre en 1984.
En 2004, il préside une commission gouvernementale proposant une réforme du système éducatif.
Il est toujours actif en politique peu avant sa mort, étant candidat au poste de Gouverneur des Hautes-Terres orientales lors des législatives de 2012 ; il est battu par Julie Soso. Il meurt à l'hôpital à Brisbane le 16 janvier 2013. Il est inhumé dans sa ville natale de Kimberley, en Tasmanie, le 26 janvier - jour de la fête nationale australienne.

## Titulature
Sir Barry Blyth Holloway KBE,